# NGC 4032
NGC 4032 est une galaxie irrégulière magellanique située dans la constellation de la Chevelure de Bérénice. NGC 4032 a été découverte par l'astronome germano-britannique William Herschel en 1785.

## Caractéristiques
Sa vitesse par rapport au fond diffus cosmologique est de 1 594 ± 23 km/s, ce qui correspond à une distance de Hubble de 23,5 ± 1,7 Mpc (∼76,6 millions d'al). 
La classe de luminosité de NGC 4032 est V-VI et elle présente une large raie HI.